# ザ・プレイヤー
『ザ・プレイヤー』（The Player）は、1992年のアメリカ合衆国の風刺コメディ映画。ロバート・アルトマン監督。ハリウッドの映画製作の内幕を、殺人事件を軸に描く群像劇。カンヌ国際映画祭で監督賞や主演男優賞を受賞した。
マイケル・トルキンの1988年の小説『The Player』を原作とし、トルキン自ら脚本を担当している。
実在の映画会社名、作品名、俳優の名がセリフに取り入れられ、実在の俳優も本人役で多数出演している。

## ストーリー
（※スタッフの「シーン1、テイク10」の声とともに、カメラの前でカチンコが鳴らされる。）
ハリウッドにある映画スタジオ。脚本担当重役のグリフィン・ミルは、駆け出しの映画脚本家たちによる脚本の持ち込みに忙殺される日々を送っていた。ある日を境に、ミルのオフィスに脅迫状まがいのハガキやファクシミリなどが届き続けるようになる。
ミルはスタッフの調査により、数か月前に追い返した若手脚本家、デイヴィッド・ケヘインこそが嫌がらせの主だと見当をつけ、スタジオ内の試写室に入り浸っているデイヴィッドに会う。ふたりは酒を飲み交わすが、デイヴィッドは、かねてよりミルが想いを寄せているアイスランド人の画家の女性・ジューンが自分の恋人であることを明かし、ジューンに近づかないよう警告する。このことから、帰り道に喧嘩となり、ミルは誤ってデイヴィッドを殺害してしまう。
翌日以降、ミルは何食わぬ顔で仕事を続けようとするが、デイヴィッドと最後に会った人物がミルであることをスタッフたちがすでに把握していたため、疑いの目を向けられながら過ごすことになる。新任の有能な重役・リーヴィの台頭にも悩まされる。さらに、ミルのもとに「俺はまだ生きている」という新たな脅迫状が届く。
ミルはデイヴィッドの葬儀を遠巻きにながめる。葬儀委員長をつとめたデイヴィッドの親友、フィルは「いつか脚本を100万ドルで売り、君の恨みを晴らしてやる」とスピーチする。ミルは葬儀を終えたジューンと再会する。ミルがジューンにデイヴィッドの人となりをたずねると、ジューンは「彼はハッピーエンドを嫌っていた。もし映画で罪を描くなら、登場人物は苦しまなければいけないわ」と答える。
ある夜ミルは、「ジョー・ギリス」（『サンセット大通り』の登場人物で、殺される脚本家の名）を名乗る男にバーに呼び出されるが、無名の若手脚本家・オークリーの売り込みにつかまり、会う機会を逃す。その帰り道の車の中にガラガラヘビを仕掛けられるが、なんとか撃退し、九死に一生を得る。
やがてミルはリーヴィを追い落とすため、オークリーによる、決してよいとはいえない脚本を、ヒット確実の企画だとしてリーヴィに押し付ける。また、恋人である秘書のボニーをないがしろにし、ジューンと恋仲になっていく。ジューンとのデートでの会話で、ミルは映画に不可欠な条件として「サスペンス、笑い、暴力、希望、愛情、裸、セックス、ハッピーエンド」を挙げる。ジューンが「リアリティは必要ないの?」と問うと、ミルは「君は本当にアイスランド出身?」と問い返す。
ミルは警察の事情聴取に応じるが、ミルとジューンの仲をからかうような刑事の尋問に、ミルは我を失い怒り狂う。やがて目撃者が現れ、ミルは面通しに臨むが、目撃者が別の人物を犯人だと断言したため、あっけなく釈放される。
1年後。かつてのオークリーによる脚本はジュリア・ロバーツとブルース・ウィリス主演で撮影・編集が行われ、当初の構想から結末を変更したために、これまでのヒット映画によく似たありきたりの仕上がりとなる。試写を観て、リアリティのない結末に納得のいかないボニーが上層部に食い下がったため、リーヴィはクビを言い渡す。ミルもその決定を覆そうとはせず、ボニーを冷淡に見放す。
その後、帰宅するミルの自動車電話に正体不明の男から電話がかかってくる。「脚本のアイデアがある。映画会社の重役が脚本家を殺すが、そいつは人違いだった。重役はなぜか罪を免れ、死んだ脚本家の恋人と、幸せに暮らす。ハッピーエンドだ」ミルは「結末を変えるつもりはあるか?」と電話口の男にたずねる。男は「契約金によるね」と答える。「その結末のままなら契約しよう。タイトルは?」「『ザ・プレイヤー』」
ミルが自宅に到着すると、妻となったジューンが待っていた。

## キャスト
| 役名                           | 俳優                       | 日本語吹替 | 日本語吹替   | 日本語吹替 |
| 役名                           | 俳優                       | ソフト版   | テレビ朝日版 |            |
| ------------------------------ | -------------------------- | ---------- | ------------ | ---------- |
| グリフィン・ミル               | ティム・ロビンス           | 牛山茂     | 堀内賢雄     |            |
| ジューン・グッドムンズドーター | グレタ・スカッキ           | 勝生真沙子 | 弘中くみ子   |            |
| ウォルター・スタッケル         | フレッド・ウォード         | 池田勝     | 谷口節       |            |
| スーザン・エイヴァリー刑事     | ウーピー・ゴールドバーグ   | 磯辺万沙子 | 藤木聖子     |            |
| ラリー・リーヴィ               | ピーター・ギャラガー       | 田原アルノ | 山路和弘     |            |
| ジョー・レヴィソン             | ブライオン・ジェームズ     | 仁内建之   | 加藤精三     |            |
| ボニー・シェロウ               | シンシア・スティーヴンソン | 塩田朋子   | 榊原良子     |            |
| デイヴィッド・ケヘイン         | ヴィンセント・ドノフリオ   | 辻親八     | 古田信幸     |            |
| アンディ・シヴェラ             | ディーン・ストックウェル   | 藤城裕士   | 石井敏郎     |            |
| トム・オークリー               | リチャード・E・グラント    | 稲葉実     | 田中亮一     |            |
| ディック・メレン               | シドニー・ポラック         | 塚田正昭   | 石森達幸     |            |
| ポール・デロングプレ刑事       | ライル・ラヴェット         |            | 西村知道     |            |
| シリア                         | ダイナ・メリル             | 定岡小百合 | 竹口安芸子   |            |
| ジャン                         | アンジェラ・ホール         |            | 佐々木るん   |            |
| サンディ                       | リア・エアーズ             |            | 日野由利加   |            |
| レジ・ゴールドマン             | ランドール・バティンコフ   |            | 中田和宏     |            |
| スティーヴ・リーヴズ           | ジェレミー・ピヴェン       | 納谷六朗   | 小島敏彦     |            |
| ホイットニー・ガーシュ         | ジーナ・ガーション         | 沢海陽子   | 安達忍       |            |
| ブルーム刑事                   | スーザン・エムシュウィラー |            | さとうあい   |            |
| フィル                         | ブライアン・ブロフィ       |            | 野島昭生     |            |
| ナタリー                       | ナタリー・ストロング       |            | 日野由利加   |            |
| マーティ・グロスマン           | マイク・カプラン           |            | 島香裕       |            |
| フランク・マーフィー           | フランク・バーハイト       |            | 村松康雄     |            |
| アーロン・キャンプ             | ネッド・ベラミー           |            | 野島昭生     |            |
| 本人 （劇中映画の出演者）      | スコット・グレン           |            |              |            |
| 本人 （劇中映画の出演者）      | リリー・トムリン           |            |              |            |
| 本人 （劇中映画の出演者）      | ジュリア・ロバーツ         |            | 紗ゆり       |            |
| 本人 （劇中映画の出演者）      | ブルース・ウィリス         |            | 北村弘一     |            |
| 本人 （劇中映画の出演者）      | スーザン・サランドン       |            |              |            |
| 本人 （劇中映画の出演者）      | ピーター・フォーク         |            |              |            |
| 本人 （その他のカメオ出演）    | バック・ヘンリー           |            | 石森達幸     |            |
| 本人 （その他のカメオ出演）    | ジョン・キューザック       |            | 古田信幸     |            |
| 本人 （その他のカメオ出演）    | アンジェリカ・ヒューストン |            | 一柳みる     |            |
| 本人 （その他のカメオ出演）    | パトリシア・レスニック     |            | さとうあい   |            |
| 本人 （その他のカメオ出演）    | アラン・ルドルフ           |            | 村松康雄     |            |
| 本人 （その他のカメオ出演）    | ジョエル・グレイ           |            | 小島敏彦     |            |
| 本人 （その他のカメオ出演）    | リーザ・ギボンズ           |            | 一柳みる     |            |
| 本人 （その他のカメオ出演）    | レイ・ウォルストン         |            | 島香裕       |            |
| 本人 （その他のカメオ出演）    | シェール                   |            | さとうあい   |            |
| 本人 （その他のカメオ出演）    | バート・レイノルズ         |            |              |            |
| 本人 （その他のカメオ出演）    | ハリー・ベラフォンテ       |            |              |            |
| 本人 （その他のカメオ出演）    | ロッド・スタイガー         |            |              |            |
| 本人 （その他のカメオ出演）    | ジャック・レモン           |            |              |            |
| 本人 （その他のカメオ出演）    | ジェフ・ゴールドブラム     |            |              |            |
| 本人 （その他のカメオ出演）    | マルコム・マクダウェル     | 北村弘一   |              |            |
| 本人 （その他のカメオ出演）    | アンディ・マクダウェル     |            |              |            |
| 本人 （その他のカメオ出演）    | カレン・ブラック           |            |              |            |
| 本人 （その他のカメオ出演）    | ニック・ノルティ           |            |              |            |
| 本人 （その他のカメオ出演）    | ルイーズ・フレッチャー     |            |              |            |
| 本人 （その他のカメオ出演）    | ロバート・ワグナー         |            |              |            |
| 本人 （その他のカメオ出演）    | リチャード・アンダーソン   |            |              |            |
| 本人 （その他のカメオ出演）    | ジル・セント・ジョン       |            |              |            |
| 本人 （その他のカメオ出演）    | テリー・ガー               |            |              |            |
| 本人 （その他のカメオ出演）    | ジェームズ・コバーン       |            |              |            |
| 本人 （その他のカメオ出演）    | ブライアン・トチ           |            |              |            |
| 本人 （その他のカメオ出演）    | ゲーリー・ビジー           |            |              |            |
| 本人 （その他のカメオ出演）    | ミミ・ロジャース           |            |              |            |
| 本人 （その他のカメオ出演）    | デニス・フランツ           |            |              |            |
| 本人 （その他のカメオ出演）    | ロバート・キャラダイン     |            |              |            |
| 本人 （その他のカメオ出演）    | エリオット・グールド       |            |              |            |

- ソフト版︰VHS・旧DVDに収録

その他声の出演︰古田信幸、荒川太郎ほか
- テレビ朝日版︰初回放送1996年12月1日『日曜洋画劇場』（21:02-22:54）正味約91分30秒

プロデューサー：圓井一夫、高橋由佳（テレビ朝日）、演出：左近允洋、翻訳：たかしまちせこ、調整：飯塚秀保、効果：VOX、スタジオ：グロービジョン（担当：吉田啓介）、配給：大映株式会社、日本語版制作：テレビ朝日、グロービジョン、オープニング：大林宣彦、解説：淀川長治

## 作品解説
1970年代、ロバート・アルトマン監督はハリウッドでの撮影システムとの関係に悩まされた。『ギャンブラー』や『ロング・グッドバイ』などの作品で批評家から高い評価を受けたのにもかかわらず興行的に失敗してたからだ。
監督は1970年代後半から1980年代はハリウッドのメジャー会社（コロンビアやパラマウントなど）から離れ、低予算で映画を作るなどしてキャリアを維持した。
今作はメジャー会社ではなくファインライン・フィーチャーズ（ニュー・ライン・シネマの一部）が配給したが、監督がハリウッドでの映画制作にカムバックした作品である。

## オープニング
今作のオープニングは長回しで約8分ある。15テイクも繰り返されたが、10テイク目が使われたのがシーンを見て分かる。

## 評価
レビュー・アグリゲーターのRotten Tomatoesでは65件のレビューで支持率は98%、平均点は8.80/10となった。Metacriticでは20件のレビューを基に加重平均値が86/100となった。